# 佔領加里波利
佔領加里波利（直译：Conquest of Gelibolu；1354年3月）即鄂圖曼蘇丹國圍攻、征服加里波利上的要塞與整個半島之軍事行動。在鄂圖曼手中長達半個世紀的一連串攻勢之後，拜占庭帝國幾乎失去了在安納托利亞的所有財產，僅剩非拉鐵非而已。鄂圖曼征服行動的成功意味著日後可持續往巴爾幹半島內陸推進至塞爾維亞帝國與匈牙利邊界。

## 細節
在1352-57年的拜占庭內戰期間，與約翰六世·坎塔庫澤努斯結盟的土耳其傭兵劫掠了大部分的色雷斯，並在1352年左右攻下了加里波利附近的辛佩小堡。1354年3月2日，該地區發生地震，摧毀了該地區數百個村莊和城鎮，導致加里波利幾乎所有建築都被摧毀，促使當地希臘居民撤離該地。後來的一個月內，蘇萊曼帕夏佔領了該地點，迅速鞏固其統治，並讓來自安納托利亞的家庭聚居其中。

## 後續
約翰六世雖然曾向鄂圖曼蘇丹奧爾汗一世提議支付現金贖回加里波利，但被拒絕了。據奧爾汗一世表示，他既沒有用武力奪去該半島，也不會放棄「真主阿拉賜予他」的東西。恐慌很快便蔓延到君士坦丁堡，因為許多人認為鄂圖曼人很快就會來進攻這座城市。正因如此，約翰六世的王位變得不穩，終至1354年11月被推翻。
加里波利成為鄂圖曼帝國進一步向歐洲擴張的橋頭堡，在不到十年的時間裡，他便幾乎佔領了所有的拜占庭色雷斯，包括阿德里安堡在內。

## 來源
1. ↑  Heath, Ian. . Bloomsbury USA. 1995: 35  [2022-07-12]. ISBN 9781855323476. （原始内容存档于2021-12-08） （英语）.
2. 1 2  Nicolle, David and Hook, Adam. Ottoman Fortifications 1300–1710. Osprey Publishing, 2010. Accessed 3 Sept 2011.
3. ↑  Goffman, Daniel. The Ottoman Empire and Early Modern Europe （页面存档备份，存于）. Cambridge University Press, 2002. Accessed 3 Sept 2011.
4. 1 2 3  Ostrogorsky, George. History of the Byzantine State, pp. 530–537. Rutgers University Press (New Jersey), 1969.
5. ↑  Norwich, John. A Short History of Byzantium, p. 348. Alfred A. Knopf (New York), 1997.
6. ↑  Vasiliev, Alexander. History of the Byzantine Empire, 324–1453, 2nd ed, p. 622. (Madison), 1952.

40°24′48″N 26°40′16″E / 40.4133°N 26.6711°E